# Maxim Surajev
Maxim Viktorovič Surajev (rusky Максим Викторович Сураев, * 24. května 1972 v Čeljabinsku, Čeljabinské oblasti, RSFSR, SSSR) je od června 1997 ruský kosmonaut, člen oddílu kosmonautů CPK. Ke svému prvnímu kosmickému letu na Mezinárodní vesmírnou stanici (ISS) odstartoval 30. září 2009, na oběžné dráze strávil téměř šest měsíců až do 18. března 2010. Podruhé se na ISS vydal, opět na půl roku, koncem května 2014 jako člen Expedice 40/41. Od podzimu 2016 je poslancem Státní dumy za stranu Jednotné Rusko.

## Život

### Mládí
Maxim Surajev pochází z Čeljabinsku, po střední škole studoval na Kačinské vojenské vysoké letecké škole, absolvoval ji na výbornou roku 1994. Roku 1997 získal druhý diplom, tentokrát na Žukovského vojenské letecké inženýrské akademii.

### Kosmonaut
Po skončení studia byl 24. června 1997 zařazen do oddílu kosmonautů CPK, neobvykle ještě před doporučením Státní meziresortní komise, které získal 28. června 1997. Absolvoval dvouletou všeobecnou kosmickou přípravu a 1. prosince 1999 získal kvalifikaci zkušební kosmonaut.

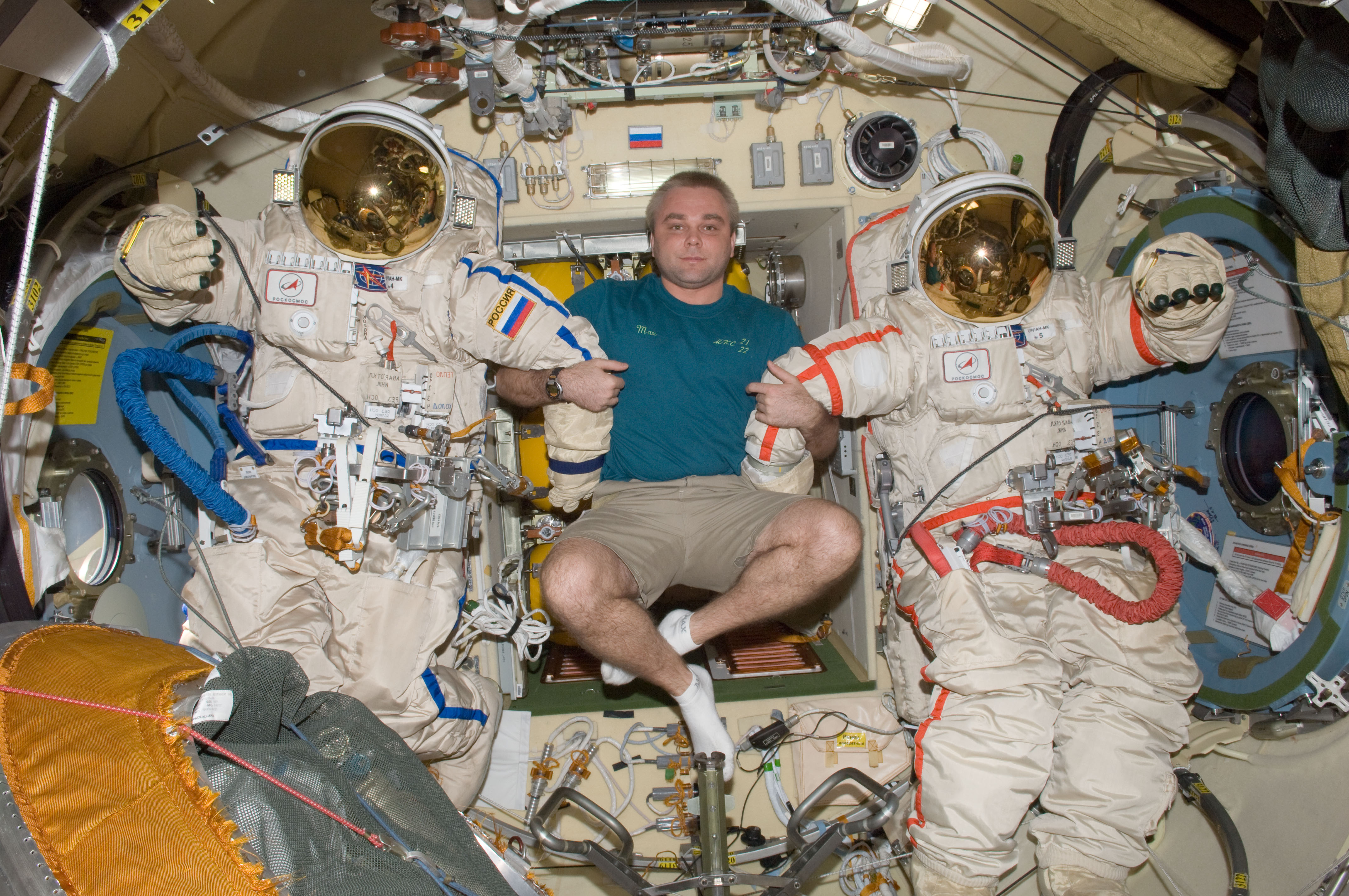
Maxim Surajev pózuje mezi skafandry Orlan při přípravách výstupu do otevřeného vesmíru, 11. ledna 2010

Od ledna 2000 byl zařazen mezi kosmonauty připravující se na lety na Mezinárodní vesmírnou stanici (ISS). V červenci 2005 se stal členem skupiny 15/16/17 ze které měly být sestaveny posádky Expedice 15 až 17. V květnu 2006 byl jmenován do záložní posádky Expedice 17 (odstartovala v dubnu 2008). Paralelně byl v srpnu 2007 byl předběžně zařazen do záložní posádky Expedice 19 (odstartovala v březnu 2009). Od července 2008 se připravoval na svůj první let v posádce Expedice 21.
Současně s kosmonautickým výcvikem do roku 2007 studoval právo na Ruské akademii státní služby.

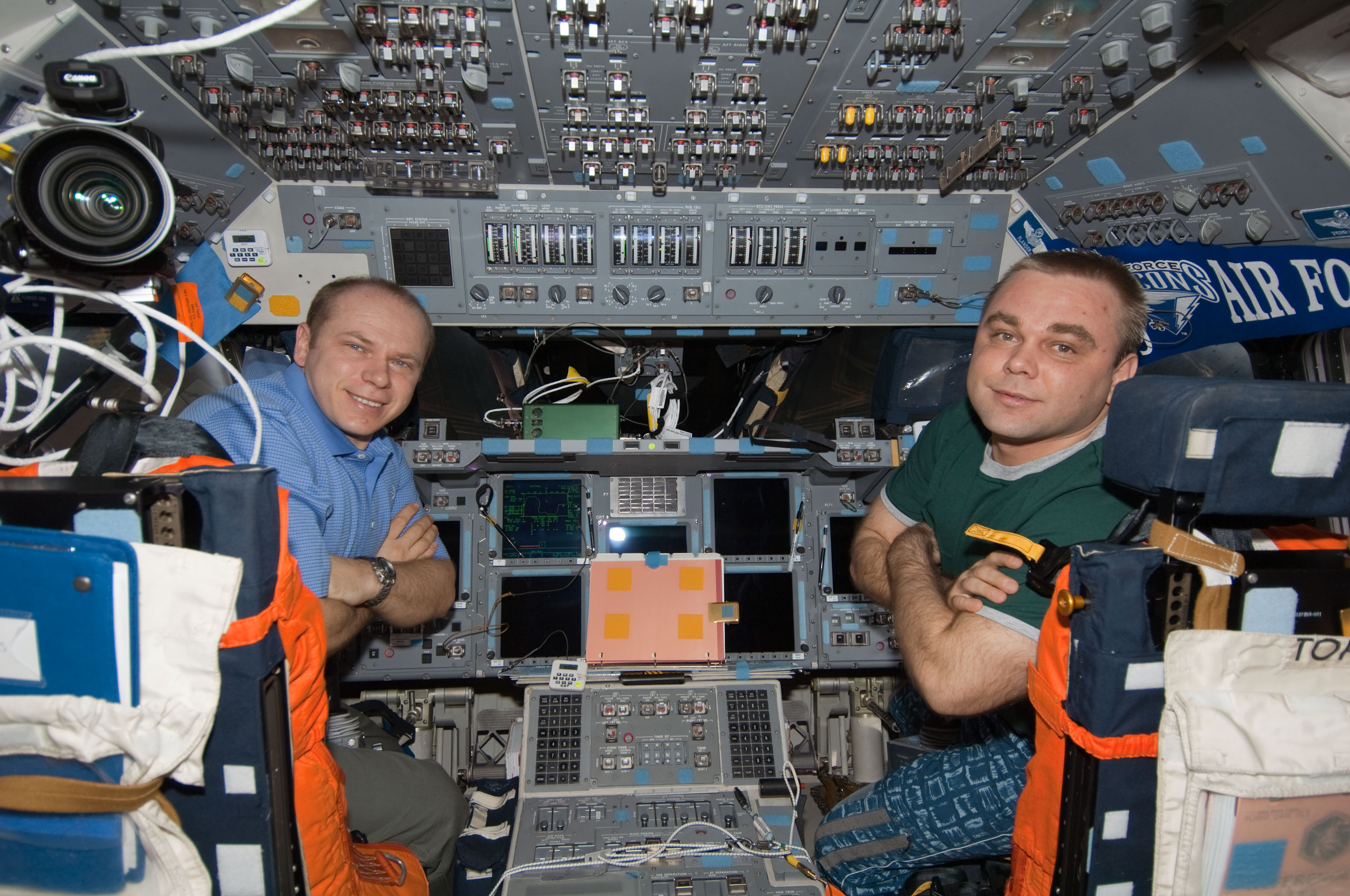
Oleg Kotov (vlevo) a Maxim Surajev na návštěvě raketoplánu Endeavour (let STS-130), 18. února 2010

Do kosmu k prvnímu letu odstartoval 30. září 2009 na palubě lodi Sojuz TMA-16 společně s kolegou z Expedice 21 Jeffrey Williamsem a kosmickým turistou Guyem Laliberté. Po obvyklém dvoudenním letu se Sojuz spojil s ISS. V posádce stanice zaujal funkci palubního inženýra, ve stejném zařazení přešel i do Expedice 22. Dne 14. ledna uskutečnil s Olegem Kotovem výstup do otevřeného vesmíru při kterém kosmonauti dokončili integraci modulu Poisk ke stanici, výstup trval 5 hodin a 44 minut. Dne 18. března 2010 Surajev s Williamsem v Sojuzu TMA-16 přistáli v Kazachstánu.
V únoru 2010 byl vybrán do Expedice 33/34 se startem v září 2012, ale v červnu 2010 z posádky vypadl. Koncem roku 2010 byl zařazen do Expedice 36/37 (a zálohy Expedice 34/35), v únoru 2011 jeho jmenování potvrdila NASA a ESA. V prosinci 2011 ho však v posádce nahradil Fjodor Jurčichin a začátkem roku 2012 byl přesunut do Expedice 40/41 se startem v květnu 2014 na Sojuzu TMA-13M, současně byl náhradníkem pro Sojuz TMA-11M.
Podruhé do vesmíru vzlétl 28. května 2014 na palubě Sojuzu TMA-13M ve funkci velitele lodi, společně s Gregory Wisemanem a Alexanderem Gerstem. Po necelých šesti hodinách letu se Sojuz spojil se stanicí ISS a kosmonauti se zapojili do práce Expedice 40. Během letu Surajev opět vystoupil na povrch stanice. Dne 10. listopadu 2014 se s kolegy Wisemanem a Gerstem vrátil na Zem.
K 23. září odešel z oddílu kosmonautů a Střediska přípravy kosmonautů v souvislosti s jeho zvolením do Státní dumy.

### Poslanec
Politicky se angažoval ve straně Jednotné Rusko. Roku 2011 za ni neúspěšně kandidoval do Státní dumy. Byl členem jejího vedení v moskevské oblasti, roku 2013 vedl volební štáb Andreje Vorobjova, pověřeného výkonem funkce gubernátora moskevské oblasti a kandidujícího za Jednotné Rusko na tuto funkci. Vorobjov byl zvolen se 78 % hlasů. Na sjezdu Jednotného Ruska roku 2016 se Surajev stal členem širšího vedení strany. V září 2016 byl v prvním kole s 54 % hlasů zvolen poslancem Státní dumy za Balachšinský volební obvod.
Maxim Surajev je ženatý, má dvě dcery.

## Vyznamenání
- Hrdina Ruské federace (30. října 2010),[1]
- Letec-kosmonaut Ruské federace (30. října 2010),[1]
- Řád Za zásluhy o vlast IV. třídy (8. března 2016).[1]